# Columbia (Mississippi)
Columbia ist eine Stadt im US-Bundesstaat Mississippi. Sie ist der Verwaltungssitz des Marion County. Columbia liegt am Ufer des Pearl River etwa 130 km südöstlich von Jackson, der Hauptstadt des Bundesstaates. Bei der Volkszählung 2020 betrug die Einwohnerzahl 5864.

## Persönlichkeiten
- Johnathan Abram (* 1996), American-Football-Spieler
- Peggy Dow (* 1928), Filmschauspielerin
- Walter Payton (1954–1999), American-Football-Spieler
- Jackie Smith (* 1949), American-Football-Spieler
- Wolf Stephenson (* 1943), Musikproduzent, Songwriter und Labelbetreiber
- Hugh L. White (1881–1965), Bürgermeister von Columbia und Gouverneur von Mississippi